# دزورایزری وانک
دزورایزری وانک (ارمنی: Ձորաեզրի վանք؛ انگلیسی: Dzoraezri Vank) یک صومعه متعلق به کلیسای حواری ارمنی واقع در شهر اودزون، استان لوری ارمنستان می‌باشد. ساخت و ساز این ساختمان در سده ۱۳ام میلادی؛ به پایان رسید. این بنا به سبک معماری ارمنی طراحی شده است.

## نگارخانه

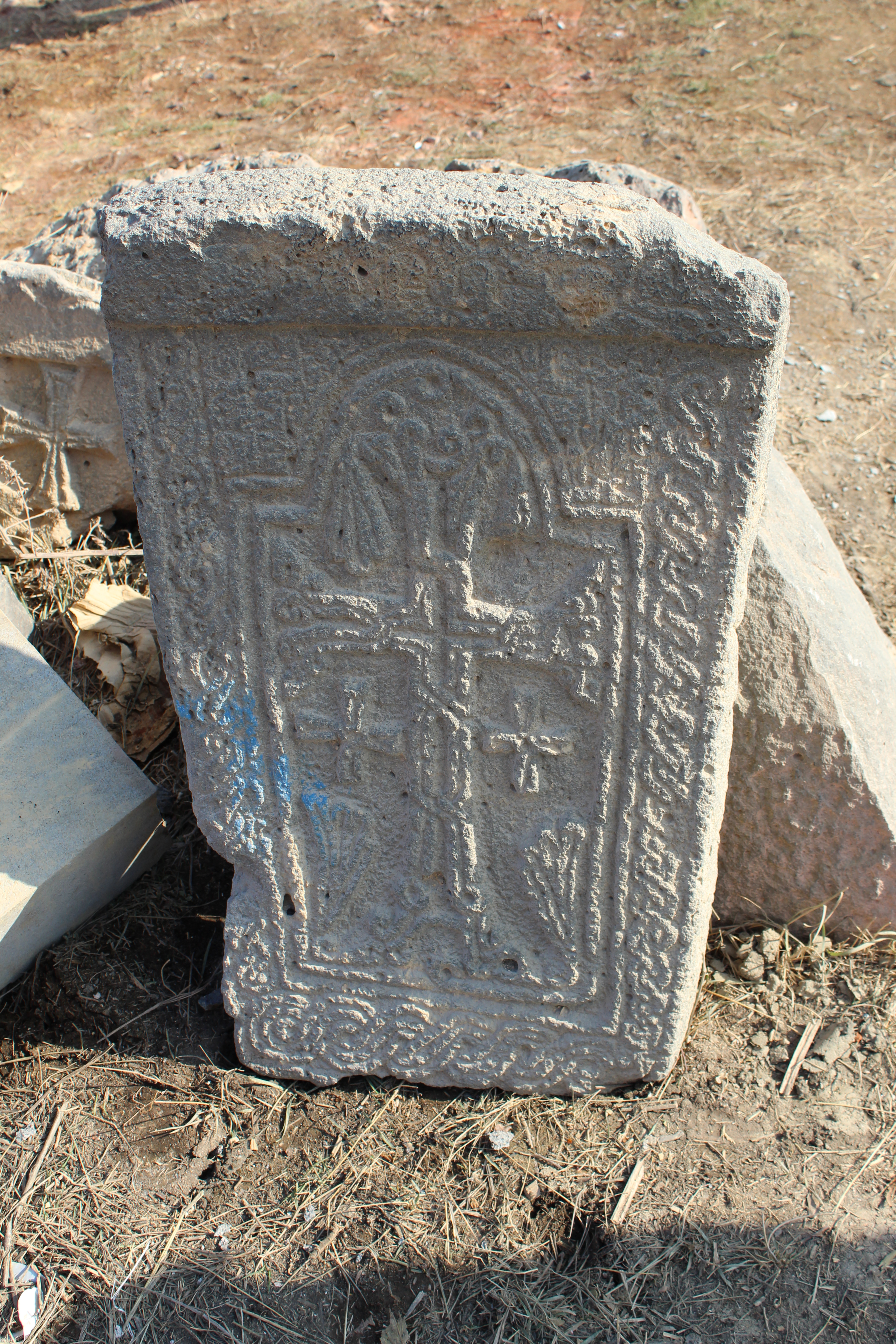
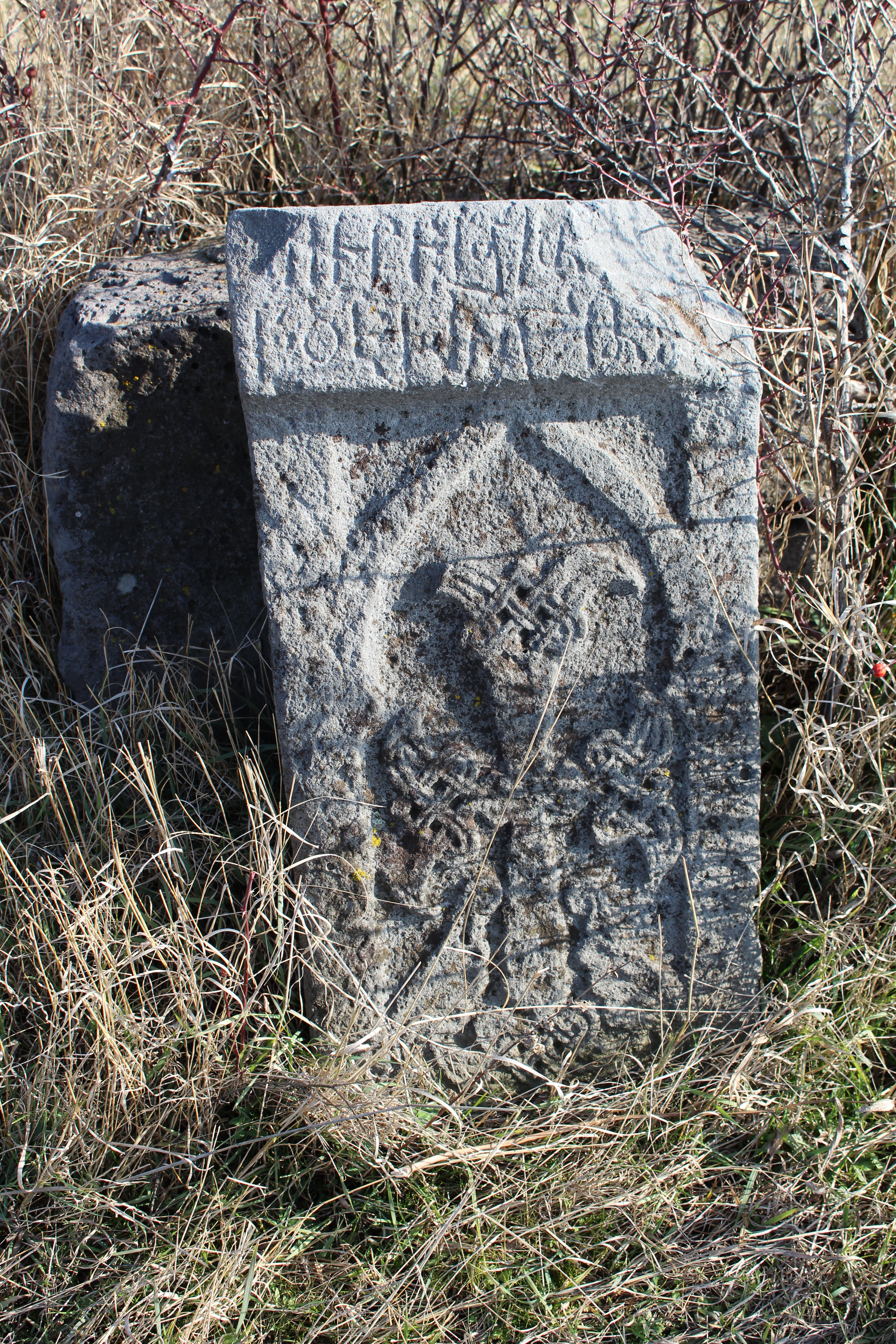
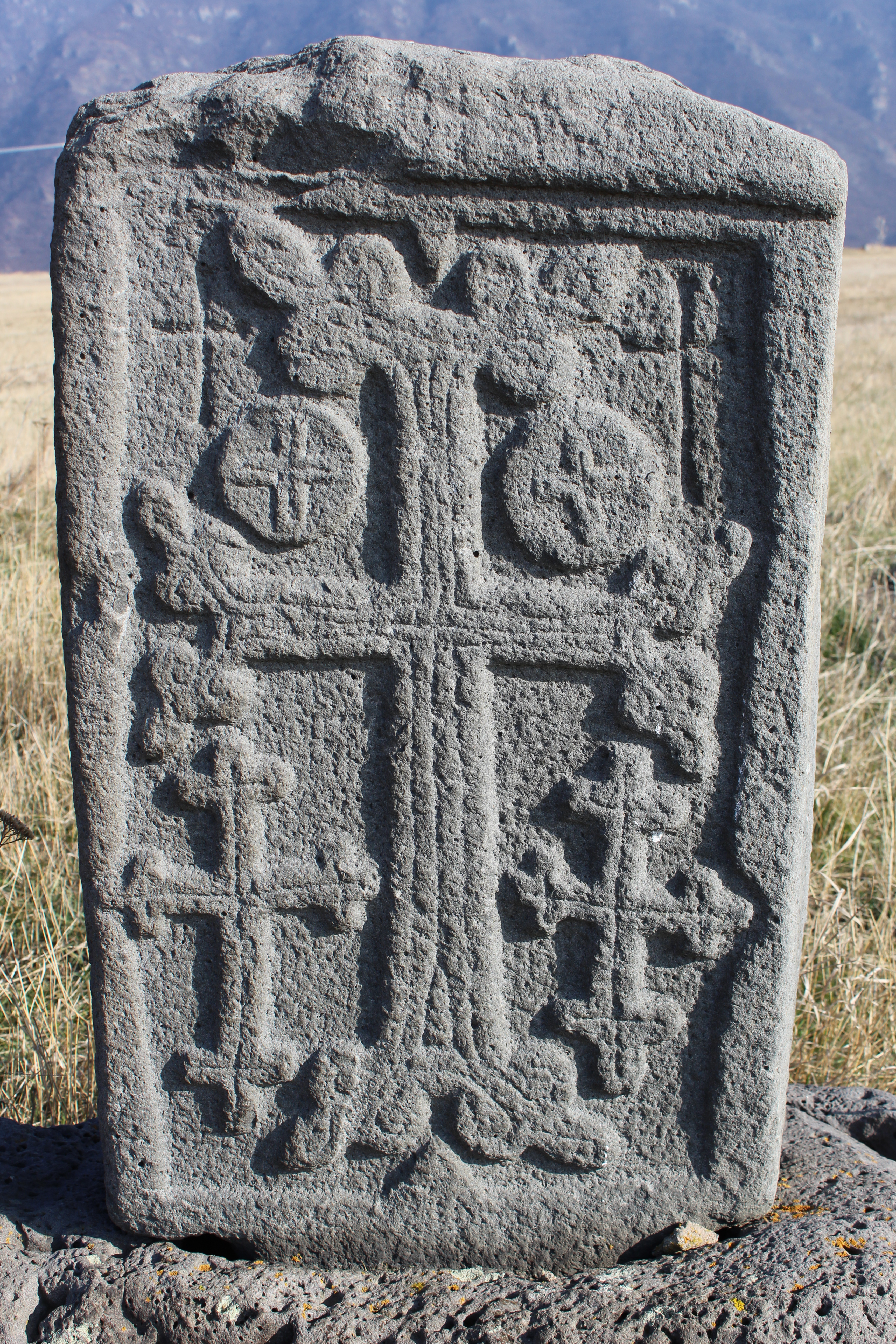
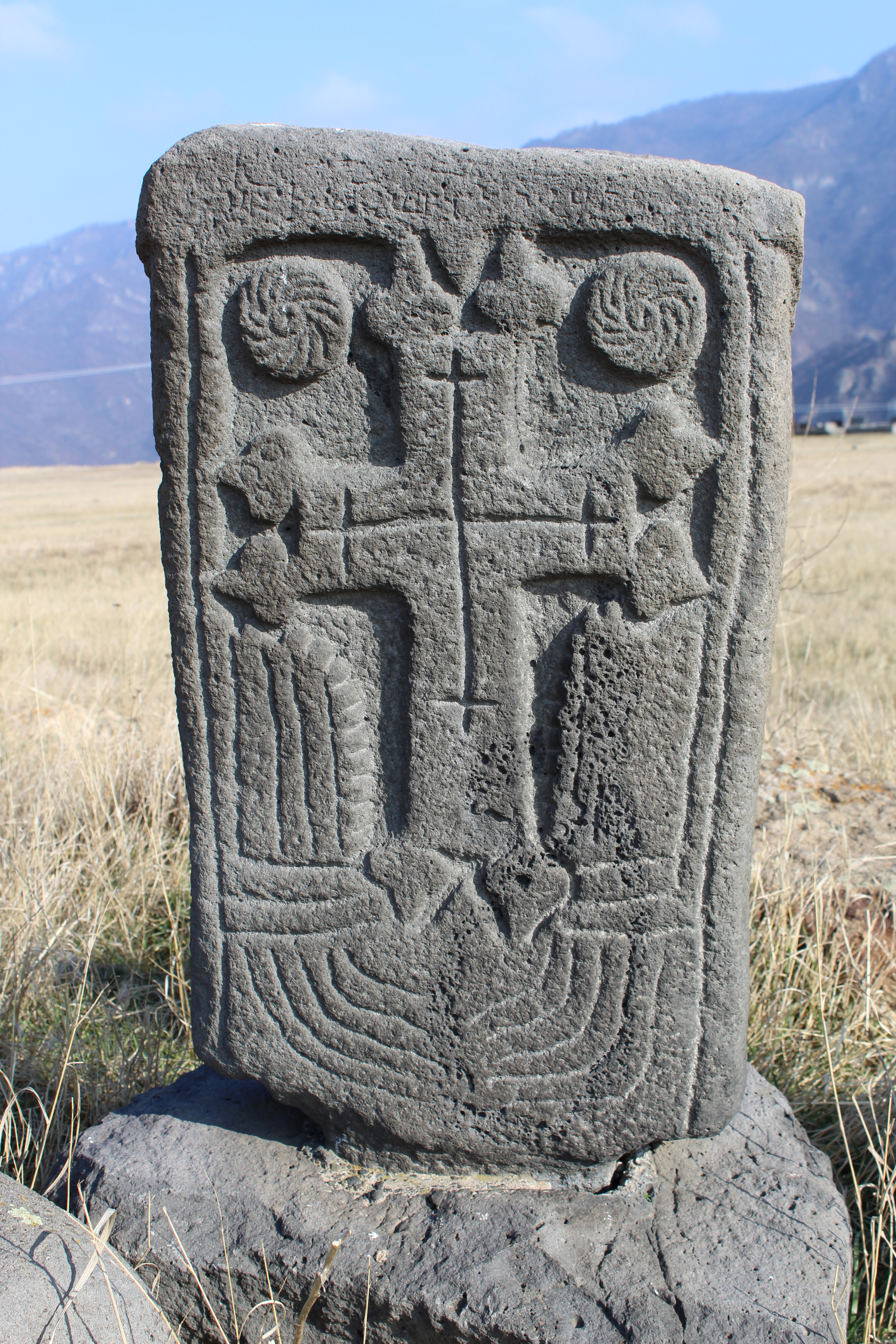
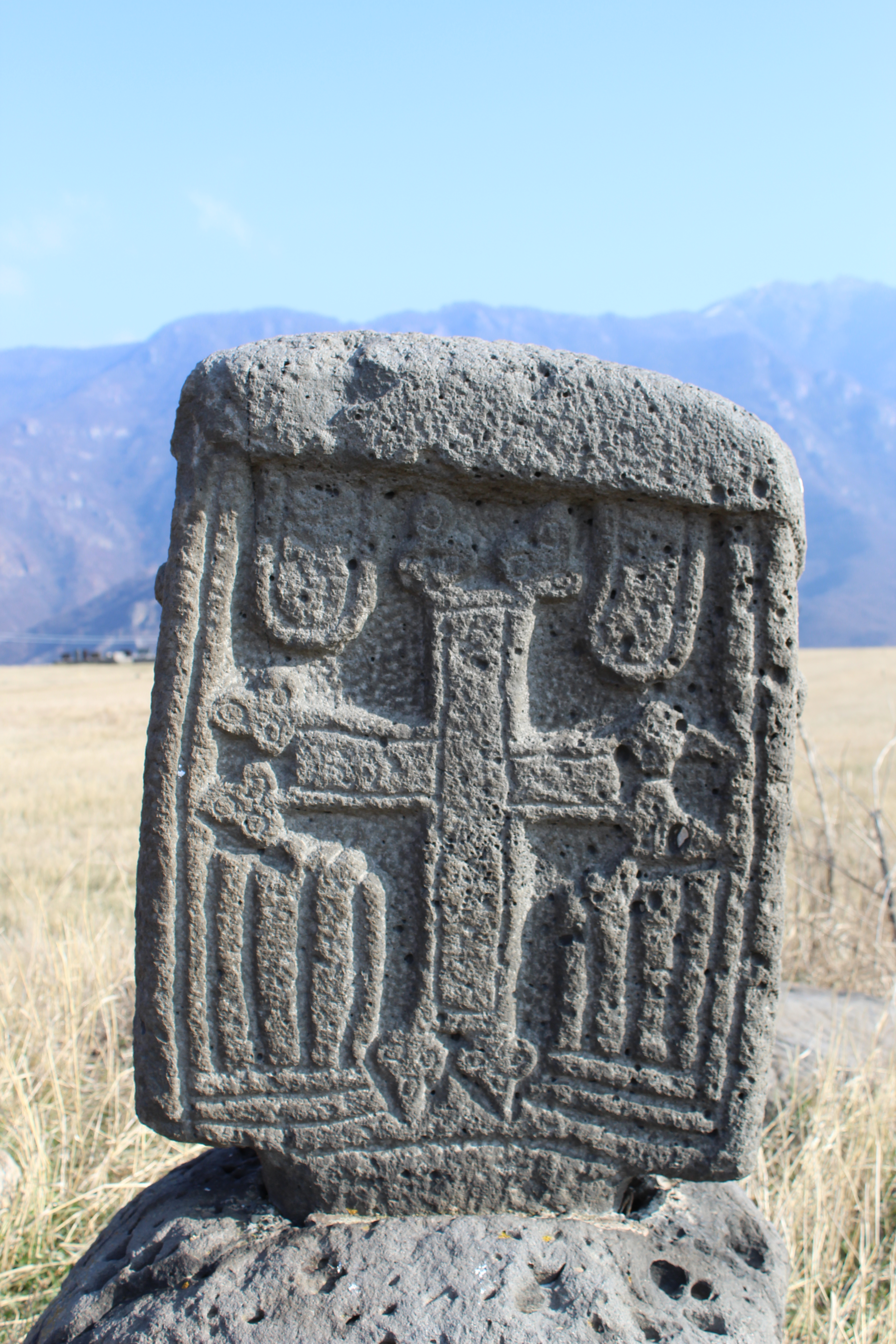